# Favela
Favela (portugalsko: [fɐˈvɛlɐ]) je krovno ime za več vrst sosesk delavskega razreda v Braziliji. Izraz, ki pomeni slum ali geto, je bil prvič uporabljen v Morro da Providência v središču Rio de Janeira v poznem 19. stoletju, ki so jo zgradili vojaki, ki so živeli pod drevesom Cnidoscolus quercifolius v Bahii in po vojni Canudosa niso imeli kje živeti. Nekatera zadnja naselja so se imenovala bairros africanos (afriške soseske). Z leti so se vanjo priselili številni nekdanji zasužnjeni Afričani. Še preden je nastala prva favela, so bili revni državljani odrinjeni iz mesta in prisiljeni živeti v oddaljenih predmestjih.
Večina sodobnih favel se je pojavila v 1970-ih zaradi izseljevanja s podeželja, ko je veliko ljudi zapustilo podeželska območja Brazilije in se preselilo v mesta. Ker niso mogli najti bivališča, se je veliko ljudi znašlo v favelah. Podatki popisa, ki jih je decembra 2011 objavil Brazilski inštitut za geografijo in Statistika (IBGE) sta pokazala, da je leta 2010 približno 6 odstotkov brazilskega prebivalstva živelo v favelah in drugih barakarskih naseljih. Favele so v 323 od 5565 brazilskih občin.

## Zgodovina
Izraz favela izvira iz poznega 19. stoletja. Takrat so vojake pripeljali iz vojne Canudos v severovzhodni zvezni državi Bahia v Rio de Janeiro in jih pustili tako, da niso imeli kje živeti. Ko so služili v Bahii, so ti vojaki poznali Morro da Favela ('Favelski hrib') – ime, ki se nanaša na kožo dražeče drevo iz družine mlečkov (Cnidoscolus quercifolius), ki je avtohtono v Bahii. Ko so se naselili na hribu Providência [Previdnost] v Riu de Janeiru, so kraj poimenovali Favelski hrib.
Favele so nastale pred gosto zasedbo mest in prevlado nepremičninskih interesov. Po koncu suženjstva in povečani urbanizaciji v brazilskih mestih se je veliko ljudi z brazilskega podeželja preselilo v Rio. Ti novi migranti so si poiskali delo v mestu, a z malo ali brez denarja si niso mogli privoščiti urbanih stanovanj.
V 1950-ih so se favele tako povečale, da so bile dojete kot problem celotne družbe. Hkrati je izraz favela doživel prvo institucionalizacijo, ko je postal lokalna kategorija za naselja urbanih revežev na gričih. Vendar pa so šele leta 1937 favele dejansko postale osrednja pozornost javnosti, ko je Gradbeni zakonik (Código de Obras) prvič priznal njihov obstoj v uradnem dokumentu in tako označil začetek izrecne politike favel.
Stanovanjska kriza v 1940-ih je prisilila revne v mestih, da so v predmestjih zgradili na stotine barakarskih naselij, ko so favele nadomestile najemniška stanovanja kot glavno vrsto prebivališča za revne Cariocas (prebivalce Ria). Eksplozivno obdobje rasti favel sega v 1940-ta, ko je Getúlio Vargas z industrializacijo pritegnil na stotine tisoče migrantov v nekdanje zvezno okrožje, v 1970-ta, ko so se barakarska naselja razširila izven mestnega Ria in na metropolitansko obrobje.
Urbanizacija v 1950-ih je izzvala množične migracije s podeželja v mesta po vsej Braziliji tistih, ki so upali izkoristiti gospodarske priložnosti, ki jih ponuja urbano življenje. Tisti, ki so se preselili v Rio de Janeiro, so izbrali neprimeren čas. Selitev prestolnice Brazilije iz Ria v Brasílio leta 1960 je zaznamovala počasen, a vztrajen upad za prvo, ko so začele usihati industrija in zaposlitvene možnosti. Ker ti novi migranti niso mogli najti dela in si zato niso mogli privoščiti stanovanja v mejah mesta, so ostali v favelah. Kljub njihovi bližini mestnega Ria de Janeira mesto ni razširilo sanitarnih razmer, elektrike ali drugih storitev v favele. Kmalu so jih začeli povezovati s skrajno revščino in veljali za glavobol mnogih državljanov in politikov v Riu.
V 1970-ih je brazilska vojaška diktatura uvedla politiko izkoreninjenja favel, ki je prisilila v razselitev več sto tisoč prebivalcev. Med administracijo Carlosa Lacerde so jih mnogi preselili v javne stanovanjske projekte, kot je Cidade de Deus ('Božje mesto'), ki je bil pozneje populariziran v zelo priljubljenem istoimenskem celovečernem filmu. Slabo javno načrtovanje in nezadostne naložbe vlade so pripeljale do razpada teh projektov v nove favele.
Do 1980-ih so se skrbi glede izseljevanja in izkoreninjenja začele umikati nasilju, povezanemu z rastočo trgovino z mamili. Spreminjanje poti proizvodnje in porabe je pomenilo, da se je Rio de Janeiro znašel kot tranzitna točka za kokain, namenjen v Evropo. Čeprav so droge prinašale denar, so spremljale tudi porast trgovine z osebnim orožjem in tolp, ki tekmujejo za prevlado.
Medtem ko obstajajo favele Ria, ki jim v bistvu še vedno vladajo organizirane kriminalne skupine, kot so preprodajalci mamil, ali organizirane kriminalne skupine, imenovane milícias (brazilske milice), vse favele v južnem območju Ria in ključne favele v severnem območju zdaj upravlja Unidade de Polícia Pacificadora (Policijska enota za pomiritev), znane kot UPP. Medtem ko trgovanje z mamili, občasni spopadi z orožjem in preostali nadzor mamilarskih gospodarjev ostajajo na nekaterih območjih, politični voditelji Ria poudarjajo, da je UPP nova paradigma po desetletjih brez prisotnosti vlade na teh območjih.
Večina sedanjih favel se je močno razširila v 1970-ih, ko je gradbeni razmah v bogatejših okrožjih Ria de Janeira sprožil odseljevanje delavcev iz revnejših brazilskih držav. Od takrat so bile favele ustvarjene pod različnimi pogoji, vendar s podobnimi rezultati.
V favelah se sčasoma oblikujejo skupnosti in pogosto razvijejo vrsto družbenih in verskih organizacij ter ustanavljajo združenja za pridobitev storitev, kot sta tekoča voda in elektrika. Včasih prebivalcem uspe pridobiti lastninsko pravico do zemljišča in nato lahko izboljšajo svoje domove. Zaradi gneče, nehigienskih razmer, slabe prehrane in onesnaženosti se v revnejših favelah širijo bolezni, stopnja umrljivosti dojenčkov pa je visoka. Poleg tega so favele na pobočjih pogosto ogrožene zaradi poplav in zemeljskih plazov.
| Službe v Faveli (popis 2010) | Odstotek          |
| ---------------------------- | ----------------- |
| Sanitarije                   | 67,3              |
| Voda                         | 88,3              |
| Elektrika                    | 99,7              |
| Ravnanje z odpadki           | 95,4              |
| Ljudje v Faveli              | štev. prebivalcev |
| Prebivalci favel             | 11.400.000 (6 %)  |
| Demografija v favelah        | razmerje          |
| Pardo ali Afro-Brazilci      | 68,4              |
| pismenost                    | 8,4               |

## Javna politika do favel
V poznem 19. stoletju je država dala regulativni zagon za nastanek prve skvoterske naselbine v Riu de Janeiru. Vojaki iz vojne Canudos (1896-7) so dobili dovoljenje Ministrstva za vojno, da se naselijo na hribu Providência, ki leži med morjem in središčem mesta (Pino 1997). Prihod nekdanjih temnopoltih sužnjev je razširil to naselje in hrib je postal znan kot Morro de Providência (Pino 1997). Prvi val formalne vladne intervencije je bil neposreden odgovor na prenaseljenost in izbruh bolezni v Providêncii in okoliških slumih, ki so se začeli pojavljati zaradi notranjih migracij (Oliveira 1996). Hkratno priseljevanje belopoltih Evropejcev v mesto je v tem obdobju povzročilo veliko povpraševanje po stanovanjih ob vodi in vlada se je odzvala z »uničenjem« slumov in preselitvijo prebivalcev barakarskih naselij v severno in južno območje Ria (Oliveira 1996, str. 74). To je bil začetek skoraj stoletja državno odobrenih posegov, zaznamovanih z agresivno politiko izkoreninjenja.
Favele so v zgodnjem 20. stoletju veljale za gojišče antisocialnega vedenja in širjenja bolezni. Vprašanje časti, ki se nanaša na pravna vprašanja, za prebivalce favel sploh ni bilo obravnavano. Po seriji komentarjev in dogodkov v soseski Morro da Cyprianna, med katerimi je bila obrekljiva domačinka Elvira Rodrigues Marques, je družina Marques tožila na sodišču. To je pomembna sprememba v tem, kar je javnost smatrala za normo za prebivalce favel, ki so jih višji sloji imeli za vse skupaj brez časti.
Po začetni prisilni preselitvi vlada favel večinoma ni dotaknila do 1940-ih. V tem obdobju so si politiki pod okriljem nacionalne industrializacije in zmanjševanja revščine prizadevali za javna stanovanja z visoko gostoto kot alternativo favelam (Skidmore 2010). Program Parque Proletário je preselil favelado v bližnja začasna stanovanja, medtem ko je bilo zemljišče očiščeno za gradnjo stalnih stanovanjskih enot (Skidmore 2010). Kljub političnim trditvam župana Ria Henriqueja Dodswortha nova javna stanovanjska naselja niso bila nikoli zgrajena in nekoč začasne stanovanjske alternative so začele rasti v nove in večje favele (Oliveira 1996). Skidmore (2010) trdi, da je bil Parque Proletário osnova za okrepljeno politiko izkoreninjenja v 1960-ih in 1970-ih.
Množična urbana migracija v Rio de Janeiro v 1950-ih je povzročila širjenje favel po mestnem terenu. Da bi se spopadla s »problemom favel« (Portes 1979, str. 5), je država v izvedla obsežen program odstranitve favel, s katerim so favela naselili na obrobje mesta (Oliveira 1996). Po Anthonyju (2013) so se v tem obdobju zgodile nekatere najbolj brutalne odstranitve favel v zgodovini Ria de Janeira. Takratni vojaški režim je zagotavljal omejena sredstva za podporo tranziciji in faveladi so se težko prilagajali svojemu novemu okolju, ki je bilo dejansko izobčenje skupnosti s slabo zgrajenimi stanovanji, neustrezno infrastrukturo in pomanjkanjem povezav javnega prevoza (Portes 1979). Perlman (2006) opozarja na neuspeh države pri ustreznem upravljanju favel kot na glavni razlog za razsajanje nasilja, drog in problemov tolp, ki so se pojavile v skupnostih v naslednjih letih. Ustanovitev BOPE (Bataljon za posebne policijske operacije) leta 1978 je bil odgovor vlade na to nasilje (Pino 1997). BOPE, v svoji povsem temnopolti vojaški opremi in orožju, je bil Riov poskus soočenja z nasiljem z enako nasprotno entiteto.
V 1980-ih in zgodnjih 1990-ih se je javna politika preusmerila od izkoreninjenja k ohranitvi in nadgradnji favel. Program Favela-Bairro, ki se je začel leta 1993, je skušal izboljšati življenjski standard faveladov (Pamuk in Cavallieri 1998). Program je zagotavljal osnovne sanitarne in socialne storitve, povezoval favele s formalno mestno skupnostjo prek niza uličnih povezav in javnih prostorov ter legaliziral posest zemljišč (Pamuk in Cavallieri 1998). Agresivno posredovanje pa ni povsem izginilo iz dnevnega reda javnosti. Umori, mamilarske tolpe in splošno nasilje so se stopnjevali v favelah in do sredine leta 1995 je država odobrila skupno vojaško-policijsko intervencijo, imenovano Operação Rio (Human Rights Watch 1996). Operação Rio je bil poskus države, da ponovno prevzame nadzor nad favelami iz rok mamilarskih frakcij, ki so utrjevale družbeni in politični vakuum, ki so ga pustile prej neuspešne državne politike in intervencije (Perlman 2006).
Od leta 2009 ima Rio de Janeiro zidove, ki ločujejo bogate soseske od favel, uradno za zaščito naravnega okolja, vendar kritiki trdijo, da so ovire posledica ekonomske segregacije.

### Policijske enote za pomiritev
Od leta 2008 so enote policije za pomiritev (portugalsko Unidade de Polícia Pacificadora), skrajšano UPP, začele izvajati nadzor v različnih favelah v mestu Rio de Janeiro. UPP je program kazenskega pregona in socialnih storitev, katerega cilj je vrnitev ozemelj, ki jih nadzorujejo preprodajalci mamil. Program je vodil državni sekretar za javno varnost José Mariano Beltrame ob podpori guvernerja Ria Sérgia Cabrala.
Guverner zvezne države Rio de Janeiro Sérgio Cabral je leta 2007 odpotoval v Kolumbijo, da bi opazoval izboljšave javne varnosti, ki jih je v državi sprejel kolumbijski predsednik Álvaro Uribe od leta 2000. Po vrnitvi je zagotovil 1,7 milijarde ameriških dolarjev za izrecni namen izboljšanja varnosti v Riu, zlasti v favelah. Leta 2008 je državna vlada razkrila novo policijo. Novinci so deležni posebnega usposabljanja in 300 USD mesečnega bonusa. Do oktobra 2012 so bili UPP vzpostavljeni v 28 favelah, z navedenim ciljem vlade Ria, da do leta 2014 postavi 40 UPP.
Ustanovitev UPP v faveli je sprva vodil elitni policijski bataljon Ria de Janeira, BOPE, da bi aretiral ali izgnal voditelje tolp. Po splošnem zavarovanju območja s težkim orožjem in velikimi zakladi mamil ter vzpostavitvi prisotnosti od nekaj tednov do nekaj mesecev, BOPE nato nadomesti nova policijska enota za pomiritev, ki jo sestavlja več sto na novo usposobljenih policistov, ki delajo v določeni faveli kot stalna prisotnost, namenjena policijskemu delu v skupnosti.
Sumničavost do policije je v favelah zelo razširjena, zato je delo od znotraj učinkovitejše in uspešnejše sredstvo za izvajanje sprememb. Vodja varnosti v Riu, José Mariano Beltrame, je izjavil, da je glavni namen UPP-jev bolj preprečiti, da bi oboroženi moški vladali ulicam, kot pa odpraviti trgovino z mamili. Poročilo Svetovne organizacije proti mučenju (OMCT) iz leta 2010 je opazilo padec stopnje umorov v favelah Ria de Janeira. Poročilo je tudi opozorilo na pomen pobud, ki združujejo javno varnost s pobudami znotraj favel.
Novinarji v Riu, ki so preučevali rezultate volitev z občinskih volitev leta 2012, so opazili, da so tisti, ki živijo v favelah, ki jih upravljajo UPP, razdelili svoje glasove med širši spekter kandidatov v primerjavi z območji, ki jih nadzorujejo mamilarski gospodarji ali druge organizirane kriminalne skupine, kot so milícias.
Novejši krogi državne politike odpravljajo s preteklostjo, saj sta policijsko delo v skupnosti in participativno načrtovanje zdaj temelj brazilske javne politike. Neuradno skovan program »Favela Chic«, ki je želel graditi na »Favela-Bairro«, je bil namenjen vključevanju favel v formalno družbeno strukturo mesta, hkrati pa opolnomočenje faveladov, da delujejo kot ključni akterji v svojih skupnostih (Navarro-Sertich 2011). Mediji so bili kritični do te spremembe politike in verjamejo, da je edini odraz zaskrbljenosti vlade glede velike medijske pozornosti, ki jo je Rio pritegnil med svetovnim prvenstvom v nogometu 2014 (McLoughlin 2011) in olimpijskimi igrami 2016 (Griffin 2016). Anthony (2013) je bil enako kritičen do politike in je dejal, da medtem ko retorika zatrjuje najboljše namene vlade, je resničnost bolj v skladu z agresivnimi politikami iz preteklosti. Opozarja na napoved župana Ria Eduarda Paesa leta 2010 o odstranitvi dveh mestnih favel, Morro de Prazeres in Laboriaux, ter prisilne preselitve njihovih prebivalcev.
V zadnjem stoletju je prišlo do pomembnih premikov v politiki favel. Leta 2020 poročilo civilne policije kaže, da ima mesto Rio de Janeiro 1413 favel, vse pod nadzorom vzporedne oborožene sile (preprodaje drog ali oborožene milice). Zaradi velikega obsega in zapletenosti teh neformalnih naselij ostaja akademsko zanimanje za to področje veliko.

## Oblikovanje favelske družbe in kulture
Ljudje, ki živijo v favelah, so znani kot favelados ('prebivalci favel'). Favele so povezane z revščino. Brazilske favele so posledica neenakomerne porazdelitve bogastva v državi. Brazilija je ena najbolj gospodarsko neenakih držav na svetu, saj zgornjih 10 odstotkov njenega prebivalstva zasluži 50 odstotkov nacionalnega dohodka, približno 8,5 odstotka vseh ljudi pa živi pod pragom revščine. Posledično so prebivalci favel zaradi življenja v teh skupnostih pogosto diskriminirani in pogosto doživljajo neenakost in izkoriščanje. Ta stigma, ki je povezana z ljudmi, ki živijo v favelah, lahko povzroči težave pri iskanju zaposlitve.
Brazilska vlada je v 20. stoletju večkrat poskušala rešiti problem revščine v mestih. Eden od načinov je bilo izkoreninjenje favel in prebivalcev favel, ki se je zgodilo v 1970-ih, ko je bila Brazilija pod vojaško upravo. Ti programi izkoreninjenja favel so prisilno odstranili več kot 100.000 prebivalcev in jih namestili v javne stanovanjske projekte ali nazaj na podeželje, od koder so se mnogi izselili. Drugi poskus reševanja urbane revščine je prišel z gentrifikacijo. Vlada je želela nadgraditi favele in jih vključiti v mestno jedro z na novo urbaniziranim višjim srednjim razredom. Ko so te 'nadgrajene favele' postale bolj stabilne, so začele privabljati člane nižjega srednjega razreda, ki so nekdanje prebivalce favel potiskali na ulice ali izven mestnega središča in v predmestja, ki so bila bolj stran od priložnosti in gospodarskega napredka. Na primer: v Riu de Janeiru je velika večina brezdomcev temnopoltih in del tega je mogoče pripisati gentrifikaciji favel in razseljevanjem tistih v skrajni revščini.

### Droge v favelah
Trgovina s kokainom je prizadela Brazilijo in posledično njene favele, ki jim običajno vladajo mamilarski gospodarji. Redni strelski obračuni med preprodajalci ter policijo in drugimi kriminalci ter različne nezakonite dejavnosti povzročajo več kot 40 umorov na 100.000 prebivalcev v mestu Rio in veliko višje stopnje v nekaterih favelah v Riu. Trgovci z ljudmi s svojimi dejanji in političnimi povezavami z njimi zagotavljajo, da si posamezni prebivalci lahko zagotovijo lastno varnost. To počnejo tako, da vzdržujejo red v faveli ter dajejo in prejemajo vzajemnost in spoštovanje ter tako ustvarjajo okolje, v katerem se kritični segmenti lokalnega prebivalstva počutijo varne kljub nenehni visoki stopnji nasilja.
Uporaba drog je zelo koncentrirana na teh območjih, ki jih vodijo lokalne tolpe v vsaki gosto poseljeni faveli. Prodaja mamil divja ponoči, ko številne favele gostijo svoj baile ali plesno zabavo, kjer je mogoče najti veliko različnih družbenih razredov. Ta prodaja drog sestavlja posel, ki na nekaterih zasedenih območjih zasluži kar 150 milijonov ameriških dolarjev na mesec, po uradnih ocenah, ki so jih objavili mediji v Riu.

### Rast in odstranitev favel
Kljub poskusom odstranitve favel iz večjih brazilskih mest, kot sta Rio de Janeiro in São Paulo, je revno prebivalstvo raslo hitro, prav tako kot sodobne favele. To je pojav, imenovan favelização ('rast favel' ali favelizacija). Leta 1969 je bilo v Riu de Janeiru približno 300 favel; danes jih je dvakrat več.
Leta 1950 je samo 7 odstotkov prebivalstva Ria de Janeira živelo v favelah; v današnjem času je to število naraslo na 19 odstotkov ali približno vsak peti človek živi v faveli. Po podatkih nacionalnega popisa prebivalstva je od leta 1980 do 1990 splošna stopnja rasti Ria de Janeira upadla za 8 odstotkov, vendar se je prebivalstvo favel povečalo za 41 odstotkov. Po letu 1990 se je stopnja rasti mesta umirila na 7 odstotkov, vendar se je prebivalstvo favel povečalo za 24 odstotkov. Poročilo, ki so ga Združeni narodi objavili leta 2010, pa kaže, da je Brazilija zmanjšala število barakarskih naselij za 16 %, kar zdaj ustreza približno 6 % celotnega prebivalstva države.

### Religija
V favelah obstajajo številne verske tradicije. Zgodovinsko gledano sta Umbanda in Candomblé najvidnejši religiji v favelah, vendar je v zadnjih nekaj desetletjih prišlo do premika proti evangeličanstvu, vključno z binkoštništvom. Medtem ko se je povečalo število spreobrnjencev v evangeličanstvo, je tudi vedno več ljudi, ki trdijo, da niso verni.

### Glasba
Priljubljene vrste glasbe v favelah vključujejo funk, hip-hop in sambo. V zadnjem času je funk carioca, zvrst glasbe, popularizirana v favelah, postala priljubljena tudi drugod po svetu. Ta vrsta glasbe pogosto vsebuje vzorce iz drugih pesmi. Priljubljeni funk izvajalci so MC Naldo in Buchecha. Bailes funk so oblike plesnih zabav, ki igrajo to vrsto funk glasbe in so bile popularizirane v favelah. Priljubljeni hip hop umetnik MV Bill je iz Cidade de Deus v Riu de Janeiru. Favela Brass je brezplačna glasbena šola, ustanovljena v Pereirão v Riu, katere namen je otrokom dati priložnosti skozi glasbeno nastopanje.

### Popularizacija kulture favel
Medijske predstavitve favel služijo tudi širjenju znanja o favelah, kar prispeva k naraščajočemu zanimanju za favele kot turistične lokacije. V zadnjih letih je kultura favel postala priljubljena kot navdih za umetnost v drugih delih sveta. Očaranost nad življenjem favel je mogoče videti na številnih slikah, fotografijah in reprodukcijah bivališč favel. Obstajajo tudi primeri evropskih nočnih klubov, ki so jih navdihnile favele.

## Turizem
Od sredine 1990-ih se je v globalizirajočih mestih več tako imenovanih držav v razvoju ali držav v vzponu pojavila nova oblika turizma. Bistvena značilnost te oblike turizma so obiski najbolj zapostavljenih delov mesta. V glavnem je sestavljen iz vodenih ogledov, ki jih tržijo in upravljajo profesionalna podjetja skozi ta zapostavljena območja. To novo obliko turizma so pogosto imenovali slum turizem, ki ga lahko opazimo tudi na območjih Južne Afrike in Indije.
V Braziliji se je ta novi rastoči turistični trg razvil v nekaj posebnih favelah, večinoma v Riu de Janeiru in São Paulu, pri čemer je največja in najbolj obiskana favela Rocinha. Ta novi turistični fenomen se je razvil v pomemben segment turističnega raziskovanja. Obstajajo nasprotujoča si mnenja o tem, ali je turizem favel etična praksa ali ne. Ti ogledi opozarjajo na potrebe revnega prebivalstva, ki živi v teh favelah, hkrati pa turistom omogočajo dostop do strani Ria, ki se pogosto skriva v senci. Ogledi veljajo za spektakularno alternativo glavnim znamenitostim Ria de Janeira, kot sta Sladkorna glava in Kristus Odrešenik. Ponujajo kratek prikaz hribovskih skupnosti v Riu, ki so veliko več kot habitati, ki jih mamilarski gospodarji in kriminalci pogosto napačno predstavljajo. Na primer, obstajajo ogledi velike favele Rocinha. Pod vodstvom usposobljenih vodnikov se turisti v favelo vozijo s kombiji, nato pa peš raziskujejo pobočje skupnosti. Vodniki sprehajajo svoje skupine po glavnih ulicah in opozarjajo na lokalne vroče točke. Večina izletov se ustavi v skupnostih ali šolah, ki se pogosto delno financirajo iz dobička potovanja. Turistom je dana možnost interakcije z lokalnimi člani skupnosti, voditelji in območnimi uradniki, kar prispeva k njihovim vtisom o življenju favel. Odvisno od turneje bodo nekatera podjetja dovolila fotografiranje na vnaprej določenih območjih, medtem ko bodo druga popolnoma prepovedala fotografiranje. Pomembne značilnosti omenjenih potovanj so:
- Pojasnila glede mehanizmov sociogeografske diferenciacije in prostorskih razlik znotraj favele (zlasti najemnine, nepremičninski trg in brezposelnost)
- Informacije o sodobni infrastrukturni opremi (kot so brezžični LAN, zdravstvene storitve) in posodobljeni nakupovalni in storitveni infrastrukturi (npr. modne trgovine, banke, kavarne)
- Srečanja s prostovoljci o socialnih ali kulturnih projektih in/ali obiski takih projektov
- Obiski šol, vrtcev ali drugih ustanov za otroke in mladostnike
- Vtisi zasebnih rezidenc, komunikacija z njihovimi prebivalci
- Obiski restavracij ali kavarn

Brazilska zvezna vlada zelo ceni turizem v favelah. Administracija Luiza Inácia Lule da Silve je sprožila program za nadaljnje uvajanje turizma v strukturo gospodarstev favel. Projekt Rio Top Tour, slovesno odprt avgusta 2010, spodbuja turizem v favelah Ria de Janeira. Začetek v Santa Marti, faveli s približno 5000 Cariocami, je bila dodeljena zvezna pomoč za oživitev turistične industrije. Zvezna vlada je projektu v Santa Marti namenila 230 tisoč realov (145 tisoč ameriških dolarjev). Angleški znaki, ki označujejo lokacijo znamenitosti, so postavljeni po vsej skupnosti, šole sambe so odprte in zgrajene so bile razgledne postaje, da lahko turisti izkoristijo razgled na Rio de Janeiro. Zvezni in državni uradniki izvajajo trženjske strategije in gradijo informacijske stojnice za obiskovalce. Prebivalci so bili tudi usposobljeni, da služijo kot turistični vodniki, po zgledu že obstoječih programov potovanj po favelah. Nedavno so bile favele predstavljene v več oblikah medijev, vključno s filmi in video igrami. Medijska reprezentacija favel je povečala zanimanje ljudi za favele kot turistične lokacije.

## V popularni kulturi
- Film iz leta 1959 Črni Orfej je postavljen v neimenovano favelo v Riu.
- Roman iz leta 1984 Carioca Fletch (del serije Fletch avtorja Gregory Mcdonald) se dogaja v faveli.
- V svojem videospotu iz leta 1995 za pesem They Don't Care About Us z njegovega albuma HIStory: Past, Present and Future, Book I, Michael Jackson je v videoposnetku vidno predstavil favelo.
- V videoigri Jet Set Radio Future iz leta 2002 se nekatere lokacije odvijajo v stanovanjih v slogu favel, zlasti Rokkaku-dai Heights in Kibogaoka Hill.
- Film iz leta 2002 City of God (izvirni portugalski naslov: Cidade de Deus) se dogaja v Cidade de Deus faveli v Riu de Janeiru od poznih 1960-ih do zgodnjih 1980-ih.
- Življenje v faveli in pobeg iz njega je tema filma Antônia (2006).
- Film iz leta 2007 Elite Squad (izvirni portugalski naslov: Tropa de Elite) je napol izmišljena pripoved o BOPE (portugalsko: Batalhão de Operações Policiais Especiais), posebnih policijskih operacijah Bataljon vojaške policije Ria de Janeira, glavna akcija pa se odvija v favelah Ria. Filmu je leta 2010 sledilo nadaljevanje Elite Squad: The Enemy Within (izvirni portugalski naslov: Tropa de Elite 2).
- Serija anime iz leta 2008 Michiko & Hatchin je različno postavljena v Južni Ameriki, vključno z Brazilijo, s favelami.
- Film iz leta 2008 The Incredible Hulk vsebuje posnetke, posnete v Rocinha.
- Favela je predstavljena v franšizi Call of Duty v igri Call of Duty: Modern Warfare 2 iz leta 2009. Pojavi se v misijah "Takedown" in "The Hornet's Nest" ter na zemljevidu za več igralcev; zemljevid se ponovno pojavi v DLC-ju "Invasion" iz leta 2014 za Call of Duty: Ghosts.
- Film iz leta 2011 Fast Five prikazuje like, ki živijo v favelah Ria, potem ko so pobegnili iz pripora ameriškim silam. Večina Fast Five je bila posneta v Portoriku in le nekaj prizorov je bilo posnetih v Riu.[28]
- Druga raven v videoigri F.3.A.R. iz leta 2011 se odvija v faveli, ko mora glavni junak pobegniti pred zasledujočimi sovražnimi silami.
- V filmu iz leta 2011 Rio se nekateri prizori odvijajo v faveli. Prikazuje glavna lika (Blu in Jewel), ki ju ugrabijo zaradi nezakonite trgovine s prosto živečimi živalmi in hranijo globoko v eni od številnih hiš v favelah Ria.
- V videoigri Papo & Yo iz leta 2012 se igra odvija v nedoločeni brazilski faveli, po kateri mora igralec navigirati.
- V videoigri Max Payne 3 iz leta 2012 se nekatere stopnje odvijajo v favelah São Paula, veliki deli igre pa se odvijajo v Braziliji.
- V videospotu za pesem iz leta 2012 "Let's Go" avtorja Calvina Harrisa, v katerem nastopa Ne-Yo, se fant zbudi v faveli v Riu .
- Favela je predstavljena kot zemljevid scenarija bombe v igri Counter-Strike.
- V video igri iz leta 2015 Tom Clancy's Rainbow Six Siege DLC Operation Skull Rain prihaja z dvema brazilskima operaterjema in zemljevidom, ki je brazilska favela.
- Izvirna serija Netflix iz leta 2016 3% prikazuje brazilsko distopično srhljivko, spletno televizijo, ki se dogaja v izmišljeni faveli in je bila posneta v São Paulo.[29]
- Originalna serija Netflix iz leta 2019 Sintonia je večinoma postavljena v favelo v São Paulo.